# John Smith, Baron Kirkhill

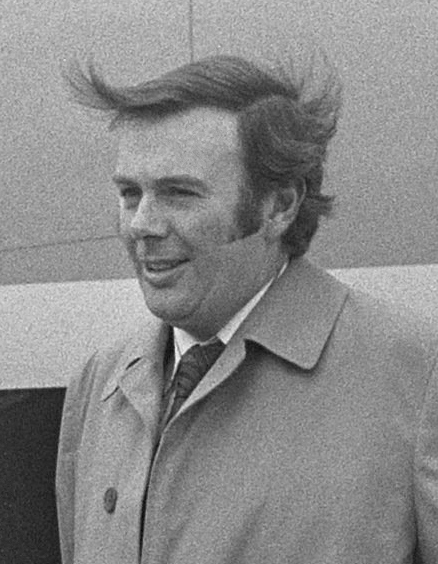
John Smith, Baron Kirkhill (1974)

John Farquharson Smith, Baron Kirkhill (* 7. Mai 1930; † 21. März 2023) war ein britischer Politiker der Labour Party und Life Peer.

## Leben und Karriere
Smith wurde am 7. Mai 1930 als Sohn von Alexander Findlay Smith und Ann Farquharson geboren.
Er war von 1971 bis 1975 Lord Provost der City of Aberdeen und Staatsminister für Schottland vom 8. August 1975 bis 15. Dezember 1978.
Er war Vorsitzender (Chairman) des North of Scotland Hydro-Electric Board von 1979 bis 1982.
Von 1991 bis 2001 war er Delegierter bei der Parlamentarischen Versammlung des Europarates und der WEU; dort war er von 1991 bis 1995 Vorsitzender des Committee on Legal Affairs and Human Rights.
Im März 2012 sorgte ein Autounfall Kirkhills für Aufsehen, woraufhin er seinen Führerschein abgab.

## Mitgliedschaft im House of Lords
Smith wurde am 17. Juli 1975 zum Life Peer als Baron Kirkhill, of Kirkhill in the District of the City of Aberdeen ernannt. Seine offizielle Einführung erfolgte am 23. Juli 1975 mit der Unterstützung von William Hughes, Baron Hughes und James Hoy, Baron Hoy.
Am 7. August 1975 hielt er seine Antrittsrede im House of Lords. In den 1970er Jahren sprach er in parlamentarischen Debatten unter anderem über Verkehrsunfälle, der Ruhestandsregelung von schottischen Lehrern, schottischen Gefängnissen und der Scotland Bill. Nachdem er sich bis einschließlich 1978 jährlich mehrfach zu Wort gemeldet hatte, tat er dies erst wieder 1983. In den 1980er Jahren meldete er sich unter anderem zu Energiekosten der Industrie, Privatisierung und der Explosion von Piper Alpha zu Wort. In den 1990er Jahren sprach er zur Verschmutzung der Nordsee, der Menschenrechtslage in der Türkei, dem National Health Service, der Überbelegung von Gefängnissen und der europäischen Verteidigungspolitik. Smith sprach in den 2000er Jahren unter anderen zu dem Themen Asyl, Landwirtschaft im Vereinigten Königreich und dem Scotland Act 1998. 
Im Zeitraum April bis Juni 2010 bezog er Aufwandsentschädigungen im Wert von £ 12.858.
- Sitzungsperiode 1997 / 1998: 154 Tage
- Sitzungsperiode 1. April 2001 bis 31. März 2002: 91 Tage
- Sitzungsperiode 1. April 2002 bis 31. März 2003: 128 Tage
- Sitzungsperiode 1. April 2003 bis 31. März 2004: 125 Tage
- Sitzungsperiode 1. April 2004 bis 31. März 2005: 122 Tage
- Sitzungsperiode 1. April 2005 bis 31. März 2006: 106 Tage
- Sitzungsperiode 1. April 2006 bis 31. März 2007: 100 Tage
- Sitzungsperiode 1. April 2007 bis 31. März 2008: 105 Tage
- Sitzungsperiode 1. April 2008 bis 31. März 2009: 117 Tage
- Sitzungsperiode 1. April 2009 bis 31. März 2010: 105 Tage
- Sitzungsperiode 1. April 2010 bis 30. Juni 2010: 24 Tage
- Sitzungsperiode 1. Juli 2010 bis 30. September 2010: 15 Tage
- Sitzungsperiode 1. Oktober 2010 bis 31. Dezember 2010: 40 Tage
- Sitzungsperiode 1. Januar 2011 bis 31. März 2011: 42 Tage
- April 2011: 3 Tage (von 7)
- Mai 2011: 14 Tage (von 15)
- Juni 2011: 16 Tage (von 17)
- Juli 2011: 10 Tage (von 13)
- August 2011: 0 Tage (von 1)
- September 2011: 7 Tage (von 8)
- Oktober 2011: 16 Tage (von 18)
- November 2011: 17 Tage (von 18)
- Dezember 2011: 11 Tage (von 13)
- Januar 2012: 14 Tage (von 14)
- Februar 2012: 13 Tage (von 14)
- März 2012: 13 Tage (von 17)
- April 2012: 0 Tage (von 5)
- Mai 2012: 0 Tage (von 13)
- Juni 2012: 0 Tage (von 13)

Seine Anwesenheit bei Sitzungstagen liegt im Zeitraum seit 2001 im mittleren bis hohen Bereich. Ab April 2012 war er abwesend.

## Ehrungen
Die University of Aberdeen verlieh ihm 1974 die Ehrendoktorwürde eines Doktors der Rechtswissenschaften (Hon LLD).

## Familie
Smith heiratete 1965 Frances Mary Walker Reid.